# Ґолдберги
«Ґолдберги» (англ. The Goldbergs) — американський телесеріал, створений Адамом Ґолдбергом. Телешоу розповідає про життя та стосунки сімейки Ґолдбергів, що живуть в Америці вісімдесятих років. Головну роль владної матері виконує популярна комедійна акторка Венді Маклендон-Кові.
Серіал вийшов на каналі ABC в сезоні 2013-2014 років і транслюється о 22.00 щовівторка, після шоу «Агенти Щ.И.Т.», починаючи з 24 вересня. За кілька тижнів до прем'єри ABC виклав у мережі повну версію пілотного епізоду для онлайн-перегляду.
Через посередні рейтинги першого сезону, у другому показ серіалу перенесли на середу, в час між шоу «Буває й гірше» та «Американською сімейкою». Це сприяло швидкому зростанню показників глядацьких рейтингів.
21 травня 2020 року серіал продовжений на восьмий сезон, прем'єра якого відбулася 21 жовтня 2020 року. 23 лютого 2023 року стало відомо що десятий сезон стане останнім.

## Сюжет
Події серіалу відбуваються в «тисяча дев’ятсот вісімдесят-якомусь році» в містечку Дженкінтаун, штат Пенсільванія. Повсякденне сімейна і шкільне життя членів родини Ґолдбергів повертає глядачів до реалій того часу: до відеомагнітофонів, модної тоді музиці, фільму «Малюк-каратист» та інших артефактів епохи. Троє дітей Беверлі і Мюррея зростають, долають труднощі свого віку, перше кохання. Серіал заснований на спогадах і відеоархіву творця серіалу Адама Ґолдберга, і розповідь іде від його імені.

## Актори та персонажі
| Персонажі                           | Актори                                                 | Сезони               | Сезони               | Сезони               | Сезони               | Сезони               | Сезони               | Сезони            | Сезони            |
| Персонажі                           | Актори                                                 | 1                    | 2                    | 3                    | 4                    | 5                    | 6                    | 7                 | 8                 |
| ----------------------------------- | ------------------------------------------------------ | -------------------- | -------------------- | -------------------- | -------------------- | -------------------- | -------------------- | ----------------- | ----------------- |
| Мюррей Ґолдберг                     | Джефф Гарлін                                           | Основний персонаж    | Основний персонаж    | Основний персонаж    | Основний персонаж    | Основний персонаж    | Основний персонаж    | Основний персонаж | Основний персонаж |
| Беверлі Ґолдберг (до шлюбу Соломон) | Венді Маклендон-Кові                                   | Основний персонаж    | Основний персонаж    | Основний персонаж    | Основний персонаж    | Основний персонаж    | Основний персонаж    | Основний персонаж | Основний персонаж |
| Адам Фредерік Ґолдберг              | Шон Джамброун (Паттон Освальд — голос дорослого Адама) | Основний персонаж    | Основний персонаж    | Основний персонаж    | Основний персонаж    | Основний персонаж    | Основний персонаж    | Основний персонаж | Основний персонаж |
| Баррі Норман Ґолдберг               | Трой Джентіле                                          | Основний персонаж    | Основний персонаж    | Основний персонаж    | Основний персонаж    | Основний персонаж    | Основний персонаж    | Основний персонаж | Основний персонаж |
| Еріка Дороті Ґолдберг               | Гейлі Оррантія                                         | Основний персонаж    | Основний персонаж    | Основний персонаж    | Основний персонаж    | Основний персонаж    | Основний персонаж    | Основний персонаж | Основний персонаж |
| Albert "Pops" Solomon               | George Segal                                           | Основний персонаж    | Основний персонаж    | Основний персонаж    | Основний персонаж    | Основний персонаж    | Основний персонаж    | Основний персонаж | Основний персонаж |
| Лейни Льюїс                         | Ей Джей (Аманда) Мічалка                               | Періодичний персонаж | Періодичний персонаж | Основний персонаж    | Основний персонаж    | Періодичний персонаж | Періодичний персонаж | Запрошена зірка   |                   |
| Скажений Джефф Шварц                | Сем Лернер                                             |                      | Періодичний персонаж | Періодичний персонаж | Періодичний персонаж | Основний персонаж    | Основний персонаж    | Основний персонаж | Основний персонаж |